# Artcyclopedia
Artcyclopedia (parfois écrit ArtCyclopedia) est une base de données (consultable en ligne) d'œuvres d'art exposées dans des musées ou des galeries et visibles sur Internet.

## Description du site
Le site a été créé par l'informaticien canadien John Malyon. En 2013, Artcyclopedia indexe 2 900 sites artistiques, avec des liens vers environ 160 000 œuvres d'art par 9 000 artistes. Le site indexe également des galeries d'art et des hôtels des ventes.